# Jonas Christoffersen
Jonas Christoffersen (født 1. juni 1969 er en dansk jurist, dr.jur. og advokat samt tidligere direktør for Institut for Menneskerettigheder.
Christoffersen blev cand.jur. fra Københavns Universitet i 1995 og blev derefter advokatfuldmægtig ved Gorrissen Federspiel.[kilde mangler]
I 1998 fik han møderet for Landsretterne, og han har i dag møderet for Højesteret. I 1998 blev samme år dommerfuldmægtig ved Højesteret.
Christoffersen var fra 1999 til 2000 tilbage ved Gorrissen Federspiel som advokat,[kilde mangler] men blev derefter ph.d.-studerende ved Københavns Universitet. Derefter blev han adjunkt i menneskeret ved Københavns Universitet.[kilde mangler]
Fra 2006 til 2007 var han konstitueret landsommer, og fra 2008 til 2009 lektor i menneskeret ved Københavns Universitet.[kilde mangler]
Han blev i 2008 tildelt doktorgraden i jura på en afhandling om Den Europæiske Menneskerettighedsdomstol og blev derefter direktør for Institut for Menneskerettigheder.
Christoffersen fortsatte i denne stilling frem til 2020 hvor han stiftede advokatfirmaet offersen:christoffersen med René Offersen.
Som advokat var han forsvarer i Rigsretssagen mod Inger Støjberg, ligesom han var bisidder for daværende sundhedsminister Magnus Heunicke i mink-sagen. Han er forsvarer for Niels Holck i sagen om udlevering til strafforfølgning i Indien og var forsvarer for Paul Watson i sagen om udlevering til strafforfølgning i Japan.
Ved siden af sine ansættelser har han siddet i flere råd og udvalg, i dag blandt andet i Advokatsamfundet og DBU.[kilde mangler]
Christoffersen har to gange, i 2019  og i 2025 , bragt sig selv i spil til at blive Folketingets ombudsmand, men er begge gange endt med at blive fravalgt af Folketings Retsudvalg. 